# MTV Movie & TV Awards
Кинонаграды MTV (англ. MTV Movie & TV Awards) — ежегодное телевизионное шоу по присуждению наград в области американского кино, организуемое каналом MTV. Существует с 1992 года. Шоу «Кинонаграды MTV» во многом пародирует оскаровскую церемонию, в частности, снимаются специальные ролики-пародии на фильмы-номинанты. Неизменный атрибут шоу — живые выступления музыкантов. Победители в различных категориях определяются зрительским голосованием на сайте MTV и существенно отражают киновкусы американских тинэйджеров.
Церемония вручения премии обставляется в юмористическом ключе. Нередко вручаются шуточные премии. На сцене появляются персонажи из заявленных фильмов (Йода, Голлум) и произносят благодарственные речи, как актёры.
Главным призом церемонии является статуэтка «Золотой попкорн», выполненная нью-йоркской фирмой Society Awards в виде большого позолоченного стакана попкорна.
Изначально шоу было известно как «MTV Movie Awards», но в марте 2017 года название было изменено на «MTV Movie & TV Awards» для возможности включения в номинации телесериалов.

## Текущие награды
- Лучший фильм
- Лучшая мужская роль
- Лучшая женская роль
- Лучший прорыв
- Лучший злодей
- Лучшая комедийная роль
- Лучший поцелуй
- Лучший бой
- Лучший испуг
- Лучший экранный дуэт (Лучшая экранная команда)
- Лучший киногерой
- Лучшая песня
- Лучший WTF момент
- Лучшее перевоплощение
- Лучшее появление без рубашки

## Прошлые награды
- Самый желанный мужчина (1992—1996)
- Самая желанная женщина (1992—1996)
- Самый зрелищный эпизод (1992—2005)
- Лучший новый режиссёр (1992—2002)
- Лучший танец (1995, 1998, 2001, 2004)
- Лучшая эпизодическая роль (2001—2002, 2004)
- Лучший костюм (2001—2002)
- Лучший виртуальный персонаж (2003)
- Лучшая видеоигра по мотивам фильма (2005)
- Лучший фильм лета, который ещё не видели (2007)
- Самый ожидаемый фильм лета (2008)
- Глобальная суперзвезда (2010)

## Своеобразные рекорды
- Фильмы-лауреаты:
  - 6 — «Терминатор 2» (из 8 номинаций)
  - 5 — «Скорость» (9)
  - 4 — «Властелин колец: Две крепости» (6),
- Фильмы-номинанты:
  - 11 — «Звёздные войны: Пробуждение силы» (при 3 победах)
  - 9 — «Скорость» (5), «Голодные игры» (4)
  - 8 — «Терминатор 2» (6), «Сумерки. Сага. Затмение» (5), «Все без ума от Мэри» (3), «Интервью с вампиром» (3), «Титаник» (2), «Волк с Уолл-стрит» (2), «Дэдпул» (2), «Девичник в Вегасе» (1), «Афера по-американски» (0), «Стражи Галактики» (0)
  - 7 — «Сумерки» (5), «Мой парень — псих» (3), «Голодные игры: И вспыхнет пламя» (3), «Виноваты звёзды» (3), «Соседи. На тропе войны» (3), «Гарри Поттер и Дары Смерти. Часть 2» (2), «Прочь» (2), «Робин Гуд: Принц воров» (1), «Телохранитель» (1), «Начало» (1), «Джанго освобождённый» (1), «Тёмный рыцарь: Возрождение легенды» (0)

Рекордсменом по числу собранных наград является комик Джим Керри, праздновавший победу 10 раз (общее число номинаций — 22).

## Победители
В номинации «Лучший фильм года»
- 2023 — Крик 6 / Scream VI
- 2022 — Человек-паук: Нет пути домой / Spider-Man: No Way Home
- 2021 — Всем парням: С любовью… / To All the Boys: Always and Forever
- 2019 — Мстители: Финал / Avengers: Endgame
- 2018 — Чёрная Пантера / Black Panther
- 2017 — Красавица и чудовище / Beauty and the Beast
- 2016 — Звёздные войны: Пробуждение силы / Star Wars: The Force Awakens
- 2015 — Виноваты звёзды / The Fault in Our Stars
- 2014 — Голодные игры: И вспыхнет пламя / The Hunger Games: Catching Fire
- 2013 — Мстители / Marvel’s The Avengers
- 2012 — Сумерки. Сага: Рассвет — Часть 1 /The Twilight Saga: Breaking Dawn — Part 1
- 2011 — Сумерки. Сага. Затмение / The Twilight Saga: Eclipse
- 2010 — Сумерки. Сага. Новолуние / The Twilight Saga: New Moon
- 2009 — Сумерки / Twilight
- 2008 — Трансформеры / Transformers
- 2007 — Пираты Карибского моря: Сундук мертвеца / Pirates of the Caribbean: Dead Man’s Chest
- 2006 — Незваные гости / Wedding Crashers
- 2005 — Наполеон Динамит / Napoleon Dynamite
- 2004 — Властелин колец: Возвращение короля / The Lord of the Rings: The Return of the King
- 2003 — Властелин колец: Две крепости / The Lord of the Rings: The Two Towers
- 2002 — Властелин колец: Братство Кольца / The Lord of the Rings: The Fellowship of the Ring
- 2001 — Гладиатор / Gladiator
- 2000 — Матрица / The Matrix
- 1999 — Все без ума от Мэри / There’s Something About Mary
- 1998 — Титаник / Titanic
- 1997 — Крик / Scream
- 1996 — Семь / Se7en
- 1995 — Криминальное чтиво / Pulp Fiction
- 1994 — Угроза обществу / Menace II Society
- 1993 — Несколько хороших парней / A Few Good Men
- 1992 — Терминатор 2: Судный день / Terminator 2: Judgment Day